# Tribonanthes

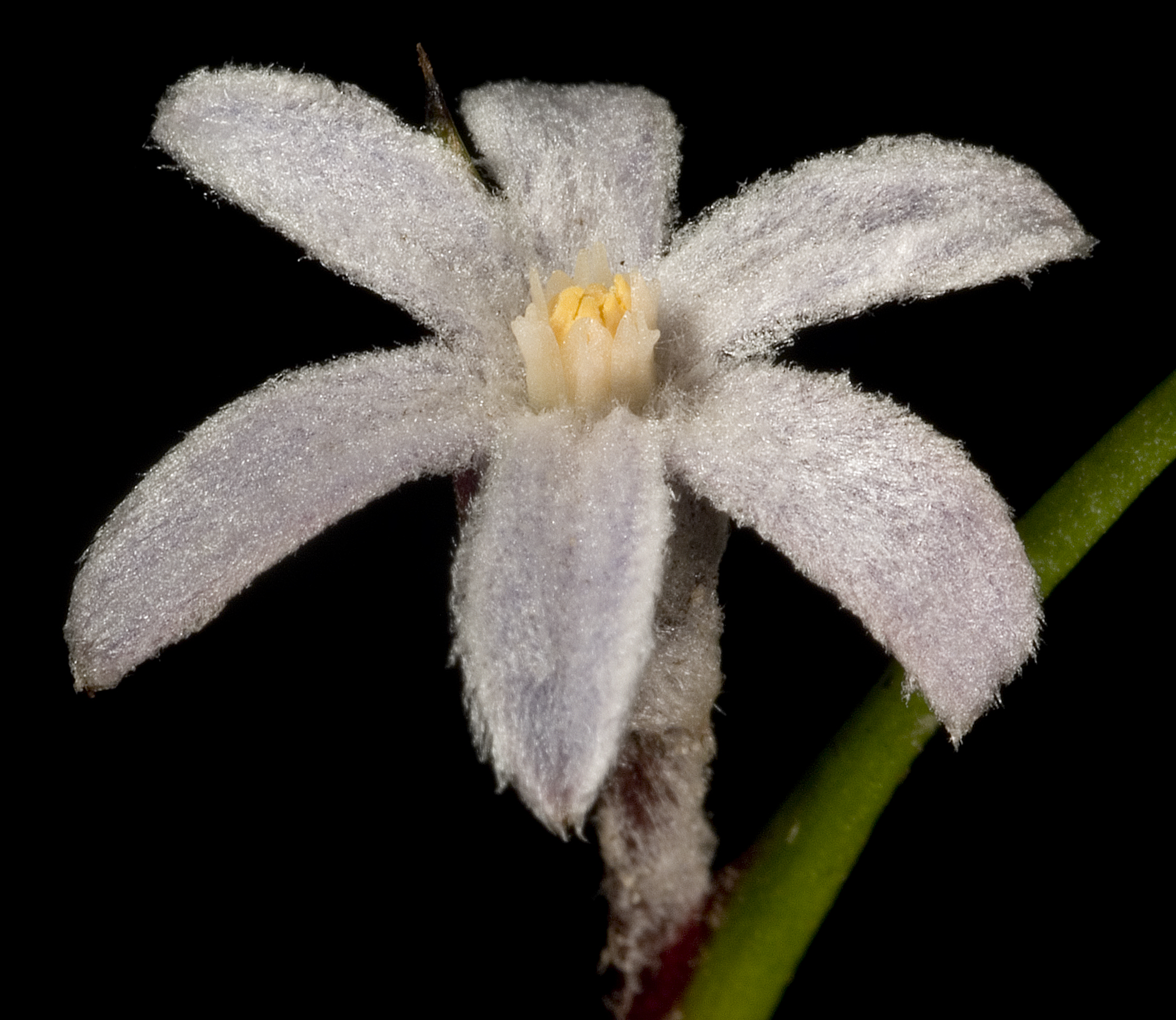
Tribonanthes violacea

Tribonanthes Endl. – rodzaj roślin z rodziny hemodorowatych. Obejmuje 12 gatunków występujących endemicznie w południowo-zachodniej Australii. 
Nazwa naukowa rodzaju pochodzi od greckich słów τρίβωνας (tribonas – stary, wytarty płaszcz) i άνθος (anthos – kwiat) i odnosi się do pajęczynowato-wełnistych włosków pokrywających kwiaty większości gatunków.

## Morfologia
PokrójWieloletnie rośliny zielne, o wysokości ok. 40 cm.
PędyPodziemna, kulista bulwa (bulwocebula), pokryta papierzastą tuniką. Organy nadziemne efemeryczne.
LiścieOd 1 do 4 wąskorównowąskich liści odziomkowych i łodygowych, okrągłych lub nieco karbowanych na przekroju, u nasady nabrzmiałych, tworzących pochwę liściową.
KwiatyPojedyncze lub zebrane w luźną lub zwartą wierzchotkę. Okwiat promienisty, krótko rurkowaty, biało-wełnisty. Listki okwiatu wolne, równej wielkości, jajowate. Sześć pręcików o rozszerzonych, mięsistych nitkach, osadzonych wierzchołkowo w rurce okwiatu. Główki pręcików wierzchołkowo z blaszkowatym, zwisłym wyrostkiem. Zalążnia dolna lub pośrednia, kulistawa, w każdej komorze zawierająca od 10 do 30 zalążków. Znamię słupka jajowate, u nasady omszone, z trzema równowąskimi łatkami.
OwoceNiepękające, biało-wełniste, szeroko elipsoidalne torebki. Nasiona kanciaste, brązowe.

## Genetyka
Haploidalna liczba chromosomów n wynosi 11.

## Systematyka
Pozycja systematycznaRodzaj z monotypowego plemienia Tribonantheae T.D.Macfarl. & Hopper., podrodziny Conostylidoideae w rodzinie hemodorowatych (Haemodoraceae) w rzędzie komelinowców (Commelinales). W systemie Takhtajana z 1997 r. zaliczany do plemienia Tribonantheae w rodzinie Conostylidaceae w rzędzie Haemodorales.
Wykaz gatunków
- Tribonanthes australis Endl.
- Tribonanthes brachypetala Lindl.
- Tribonanthes elongata E.J.Hickman & Hopper
- Tribonanthes keigheryi E.J.Hickman & Hopper
- Tribonanthes longipetala Lindl.
- Tribonanthes minor M.Lyons & Keighery
- Tribonanthes monantha E.J.Hickman & Hopper
- Tribonanthes porphyrea E.J.Hickman & Hopper
- Tribonanthes purpurea T.D.Macfarl.& Hopper
- Tribonanthes uniflora Lindl.
- Tribonanthes variabilis Lindl.
- Tribonanthes violacea Endl.